# دومننتیولوس
دومننتیولوس ( یونانی: Δομνεντίολος   ) یک افسر نظامی بیزانسی بود که در سلطنت ژوستینیانوس اول (ح. ۵۲۷–۵۶۵) فعال بود. او بیشتر به خاطر خدمتش در سیسیل در طول جنگ گوتیک شناخته شده است. 

## نام
منابع اولیه در بیان نام او متناقض است. املای دومننتیولوس از پروکوپیوس گرفته شده است. مناندر پروتکتور او را «دومننتیولو» (یونانی: Δομενεντίολος). یوحنا مالالاس او را به عنوان «دومتیولوس» و تئوفانس اعتراف کننده به عنوان «دومنتزیولوس» گزارش می دهد. زاخاریس رتور نام او را «دومیتزیولوس» گذاشته است. قطعه ای از تئوفان بیزانسی که توسط پاتریارک فوتیوس نگهداری می شود، او را « کمنتیولوس » می نامد. 

## زندگینامه
دومننتیولوس از خواهر ناشناس بوزس متولد شد. این رابطه توسط زکریا رتور و پروکوپیوس گزارش شده است. دیگر عموهای مادری او شامل کوتز و ونیلوس بودند .  پدربزرگ مادری او احتمالا ژنرال و شورشی ویتالیان بود. 
دومیننتیولوس اولین بار در آوریل ۵۳۱ در زمان نبرد کالینیکوم ذکر شده است. جنگ ایبری هنوز ادامه داشت. عمویش بوزس در آمیدا مستقر بود، بیماری او را از مبارزات انتخاباتی باز می داشت. او دومیننتیولوس را مأمور رهبری لشکری به ابهگرست کرد. این مکان فقط یک بار توسط زکریا ذکر شده است. نیروهای بیزانسی در مقابل ارتش ساسانی قرار گرفتند و شکست خوردند. خود دومنتیولوس توسط دشمنانش دستگیر و به داخل امپراتوری ساسانی منتقل شد. در سال ۵۳۲ صلح ابدی بین دو قدرت منعقد شد. دومیننتیولوس «در مبادله زندانیان» آزاد شد. 
او در سال ۵۴۳ به عنوان یکی از فرماندهان ارتش بیزانس در جنگ لازیک ظاهر شد. دومنتیولوس، یوستوس ، پرانیوس ، جان، پسر نیکتاس و جان پرخور، نیروهای ترکیبی خود را به فیسون، نزدیک مارتیروپولیس ، و از آنجا به مرز ایران هدایت کردند.  پروکوپیوس می‌گوید: «و یوستوس، برادرزاده امپراتور، و پرانیوس و یوحنا، پسر نیکتاس، همراه با دومنتیولوس و یوحنا، که گلوتن نامیده می‌شد، در نزدیکی محلی به نام فیسون، که نزدیک به مرزهای مارتیروپولیس است، اردو زدند. بدین ترتیب فرماندهان رومی با سپاهیان خود اردو زدند. و کل لشکر سی هزار نفر بود. اکنون همه این نیروها نه در یک مکان جمع شده بودند و نه در واقع هیچ جلسه عمومی برای کنفرانس وجود داشت. اما ژنرال ها تعدادی از پیروان خود را نزد یکدیگر فرستادند و شروع به تحقیق در مورد تهاجم کردند.» 
دیگر سرداران بیزانسی از محلی دیگر به امپراتوری ساسانی حمله کردند.  پروکوپیوس ادامه می دهد: «اما ناگهان پیتر بدون ارتباط با کسی و بدون هیچ ملاحظه ای دقیق، با سربازان خود به سرزمین متخاصم حمله کرد. و هنگامی که روز بعد فیلموث و بروس، رهبران ارولی ، متوجه این موضوع شدند، بلافاصله به دنبال آن رفتند. و هنگامی که این به نوبه خود به اطلاع مارتین و والرین و مردانشان رسید، آنها به سرعت در تهاجم شرکت کردند.» 
با این حال، جاستوس تصمیم گرفت که به دیگران نپیوندد.  پروکوپیوس در مورد تحرکات یوستوس، دومیننتیولوس و دیگران گزارش می دهد: «و همه آنها اندکی بعد در قلمرو دشمن با یکدیگر متحد شدند، به استثنای یوستوس و افرادش، که همانطور که گفتم، بسیار دور از آن اردو زده بودند. بقیه ارتش، و بعداً از تهاجم آنها مطلع شدند؛ سپس، در واقع، آنها نیز در همان نقطه ای که بودند، در سریع ترین زمان ممکن به قلمرو دشمن حمله کردند، اما به طور کلی نتوانستند با سایر فرماندهان متحد شوند. در مورد دیگران، آنها مستقیماً به سمت دوبیوس حرکت کردند، نه غارت کردند و نه به هیچ وجه به سرزمین پارسیان آسیب رساندند.» 
یوستوس، دومیننتیولوس و دیگران نیروهای خود را به تاراونیتیس ( تارون ) هدایت کردند. آنها به منطقه حمله کردند و سپس عقب نشینی کردند.  پروکوپیوس گزارش می دهد: "در مورد نیروهای یوستوس و پرانیوس، آنها به کشور تاراونون حمله کردند و پس از جمع آوری مقداری غارت، بلافاصله بازگشتند." 
دومنتیولوس بعدی در سال ۵۵۰ در طول جنگ گوت‌ها ذکر شده است. او در آن زمان فرمانده نظامی مسانا در سیسیل بود. هنگامی که توتیلا رهبری استروگوت ها را در حمله به سیسیل رهبری کرد، مسانا مورد حمله قرار گرفت. دومننتیولوس نیروهای خود را در دیدار با دشمن در خارج از دیوارهای شهر رهبری کرد. آنها را در میدان جنگ شکست داد و جلوی پیشروی آنها را گرفت. اما سپس در داخل دیوارهای مسانا عقب نشینی کرد و بر دفاع از شهر متمرکز شد. پروکوپیوس اشاره می کند که حومه شهر بدون محافظت رها شده است. این آخرین ذکر زمانی از دومننتیولوس است. 